# Verkehr in Japan

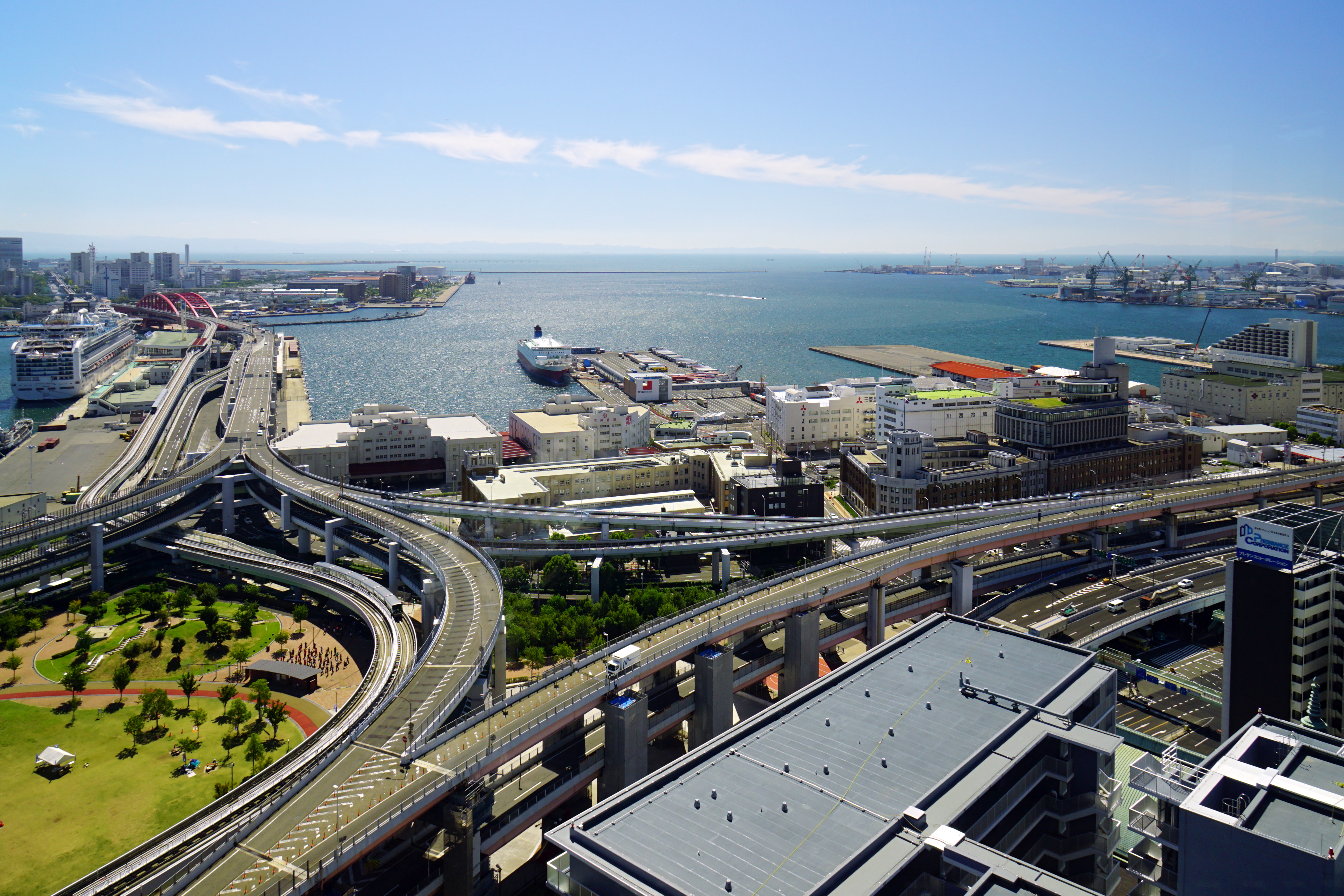
Der Hafen von Kōbe

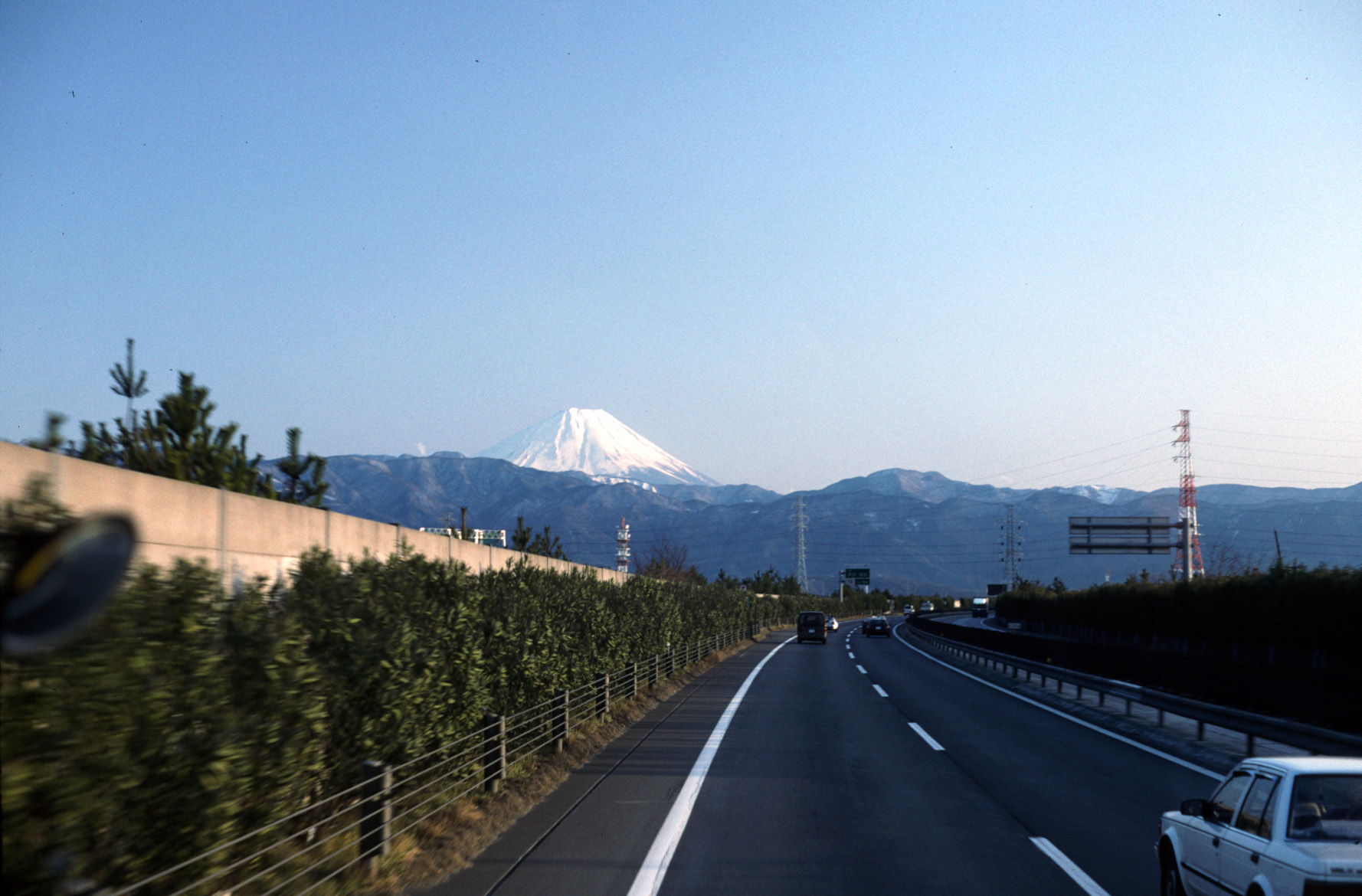
Der Chūō-Expressway (im Hintergrund der Fujisan)

Dieser Artikel behandelt die verschiedenen Verkehrsformen in Japan.

## Landverkehr

### Straßenverkehr

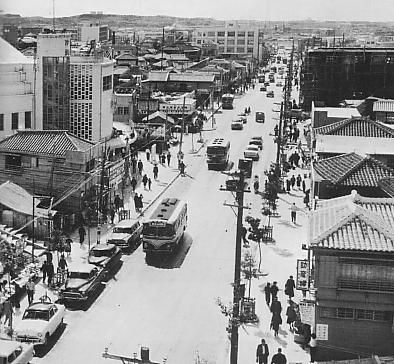
Rechtsverkehr im amerikanischen Okinawa in den 1950er Jahren

Japan verfügt über ein 1,22 Mio. Kilometer langes Straßennetz, wovon 0,99 Mio. Kilometer (einschließlich 8.776 Kilometer Autobahn) befestigt sind. Auf den überregionalen Schnellstraßen gelten Tempolimits von 80 und 100 km/h. Auf Präfekturstraßen („Landstraßen“) gilt ein Limit von 60 km/h.
In Japan gilt Linksverkehr. Eine vorübergehende Ausnahme war der nach dem Zweiten Weltkrieg in Okinawa unter der US-Militärregierung eingeführte Rechtsverkehr. Dort galt auch nach der Rückgabe 1972 noch bis zum 30. Juli 1978 Rechtsverkehr, als um 6 Uhr morgens präfekturweit wieder auf Linksverkehr umgestellt wurde.  Nach dem Datum (7/30) wird die Rückstellung auch als 730 (nana-san-maru) bezeichnet.
Japans Straßen gelten als sehr sicher. Pro 100.000 Einwohner starben 2020 statistisch 2,7 Personen im Straßenverkehr. In Deutschland waren es 3,3 und in den U.S.A knapp unter 12 Personen.

#### Autobahnen

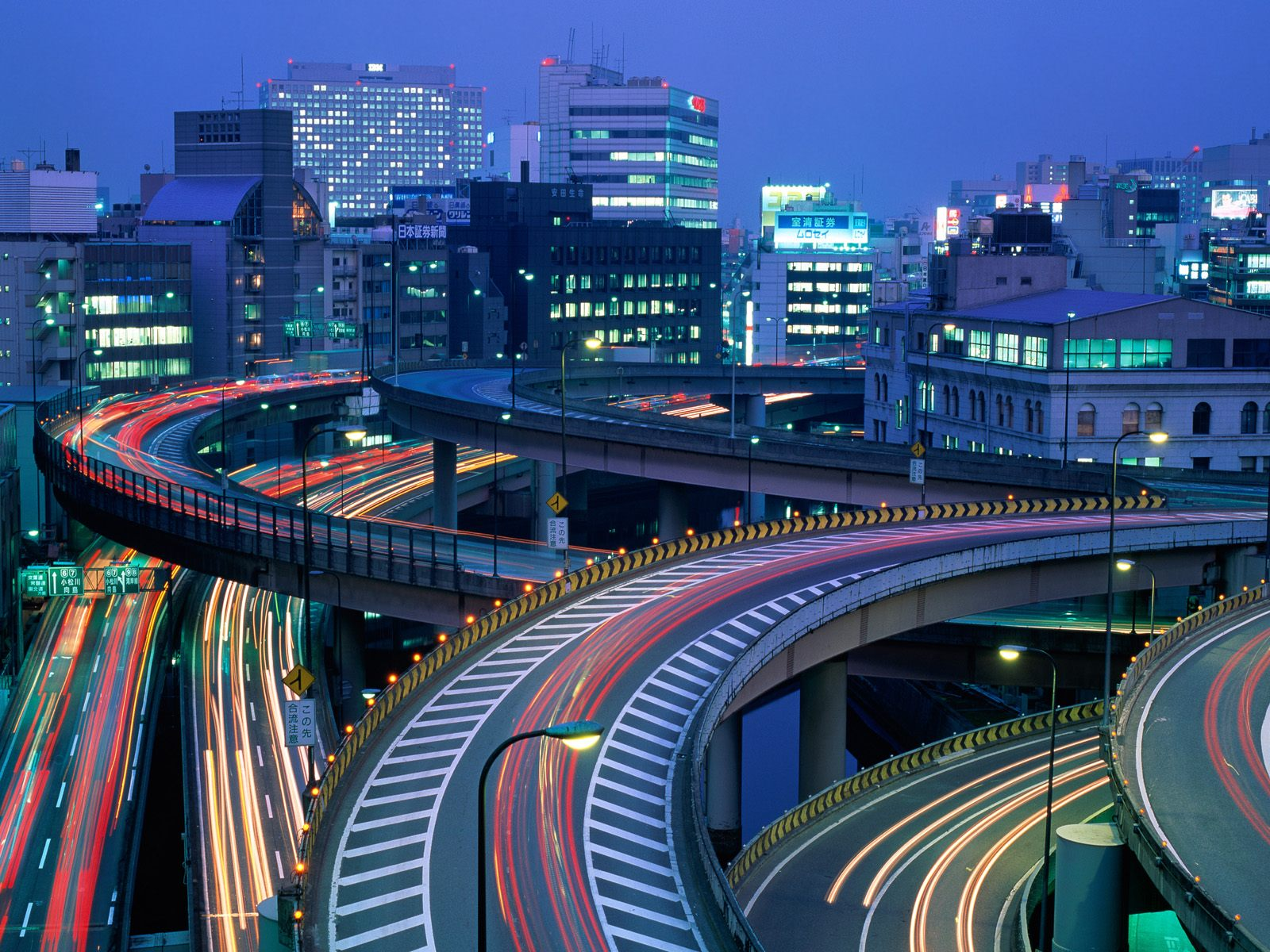
Edobashi-Anschlussstelle der Stadtautobahn Tokio C1

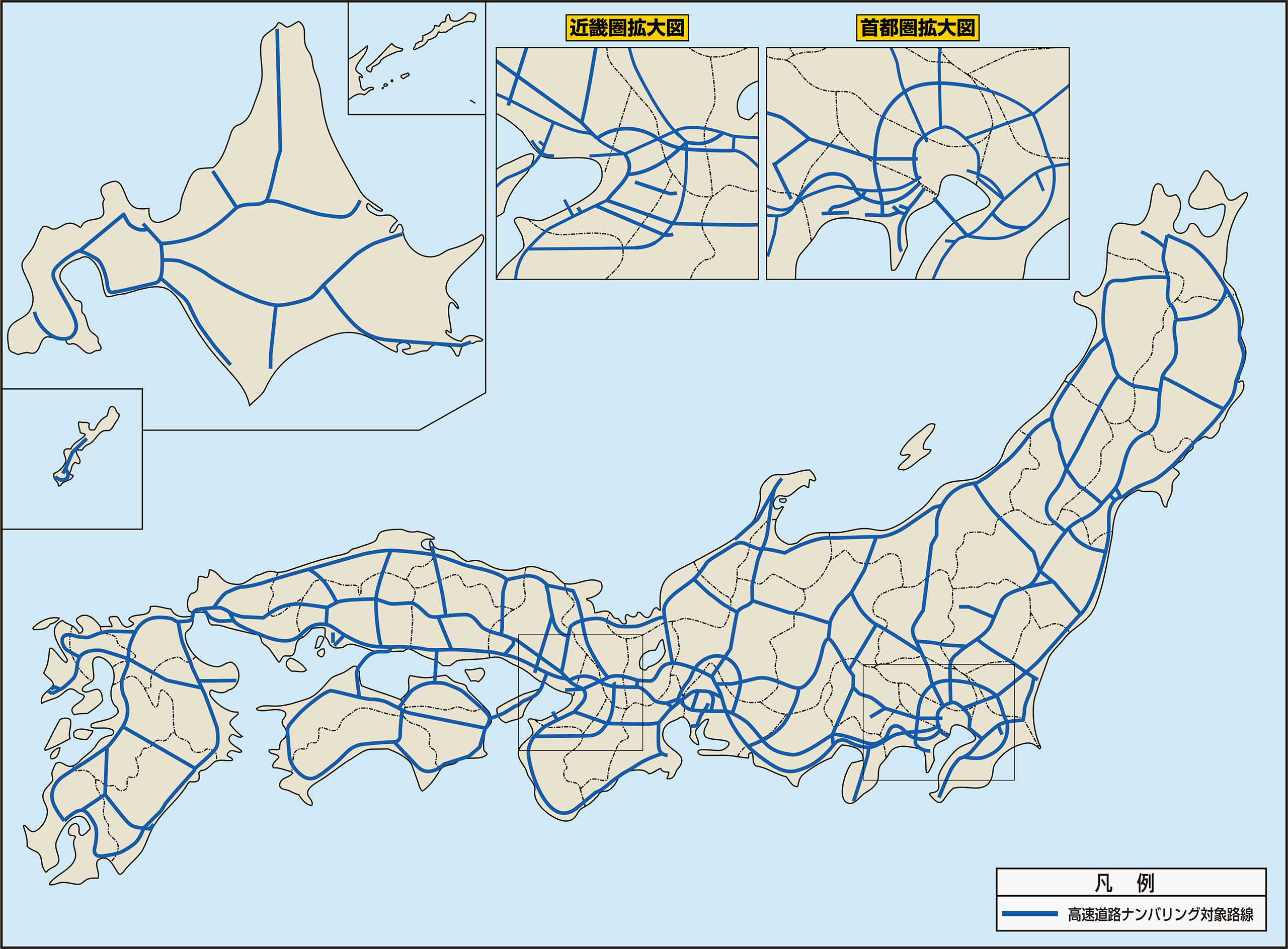
Autobahnen, für die 2017 ein landesweites Nummerierungssystem eingeführt wurde

Das Autobahnnetz (高速道路 kōsokudōro) in Japan hat einen hohen Ausbaustandard. Die zulässige Höchstgeschwindigkeit beträgt offiziell 100 km/h. Mautabgaben (ETC – electronic toll control) sind auch für kurze Strecken und Privatbenutzung üblich.
Die japanische Regierung kündigte im August 2020 (nach einem zweijährigen Pilotprojekt) an, dass auf einigen wenigen Teilabschnitten die Höchstgeschwindigkeit auf 120 km/h angehoben wird. Diese Strecken sollen von der Polizei überwacht werden und bei einer Häufung von Überschreitungen des Limits wieder abgeschafft werden. Für Nutzfahrzeuge bleibt es bei maximal 80 km/h.
Das 1956 gegründete öffentliche Unternehmen Nihon Dōro kōdan (日本道路公団, Japan Highway Public Corporation, JHPC) war von 1956 bis 2005 als einzige landesweite Gesellschaft für den Bau und Betrieb der Autobahnen zuständig.
Die drei privatrechtlichen Nachfolger der Nihon Dōro teilen sich den Autobahnbetrieb regional: Ostjapanische, Zentraljapanische und Westjapanische Autobahnen. Die Stadtautobahnen der beiden größten Ballungsräume (Hauptstadt- und Hanshin-Autobahnen) sowie die Verbindungsautobahn zwischen Honshū und Shikoku (Hon-Shi-Autobahn) wurden von drei eigenen zentralstaatlichen kōdan betrieben, die ebenfalls 2005 formell privatisiert wurden, aber weiterhin im Eigentum der öffentlichen Hand sind. Für alle Autobahnen dieser vier ehemaligen kōdan (einschließlich neu gebauter Strecken) übernimmt seit der formellen Privatisierung 2005 eine Selbstverwaltungskörperschaft, kurz kōsokudōro kikō genannt („Autobahnorganisation“, engl. JEHDRA), die Besitzrechte und die aus dem Bau entstandenen Verbindlichkeiten; sie stellt den sechs privatrechtlichen Betreibergesellschaften die Autobahnen gegen Pacht zur Verfügung, mit der die aufgenommenen Kredite beglichen werden. Die Betreibergesellschaften erheben wiederum von den Autobahnnutzern eine Maut. Andere, ebenfalls mautpflichtige Stadtautobahnen werden meist von regionalen öffentlichen Unternehmen der Gebietskörperschaften (Präfekturen oder Gemeinden) betrieben. Einen Sonderfall bildet die mautfreie Tōkyō Kōsokudōro („Autobahn Tokio“), eine 2 km lange, private Straße, die rechtlich in die Kategorie (ippan jidōshadō, „gewöhnliche Autostraße“) fällt, zu der sonst vor allem mautpflichtige Panoramastraßen gehören.
Auffällig am japanischen Autobahnnetz ist die häufige Verzweigung und die starke Konzentration auf den Pazifik-Küstengürtel (Omote-Nihon). Das Hinterland ist ebenfalls durch Schnellstraßen und Autobahnen erschlossen.
Die Mautgebühr richtet sich nach Fahrzeugklassen. Die niedrigste Klasse bilden Motorräder zusammen mit Kei-Cars bzw. Kei-Trucks. Es folgen vier Klassen für kleine, mittlere, große und sehr große PKW bzw. LKW. Mit einer ETC-Karte bzw. einem für eine automatische Abrechnung im Auto verbauten ETC-System wird nach der gefahrenen Strecke die Kilometerzahl abgerechnet. Es wird noch ein von den gefahrenen Kilometern unabhängiger Grundpreis hinzugerechnet. Ausländische Touristen können einen Autobahn-Pass kaufen, der 7 bzw. 14 Tage gültig ist.

#### Andere öffentliche Straßen

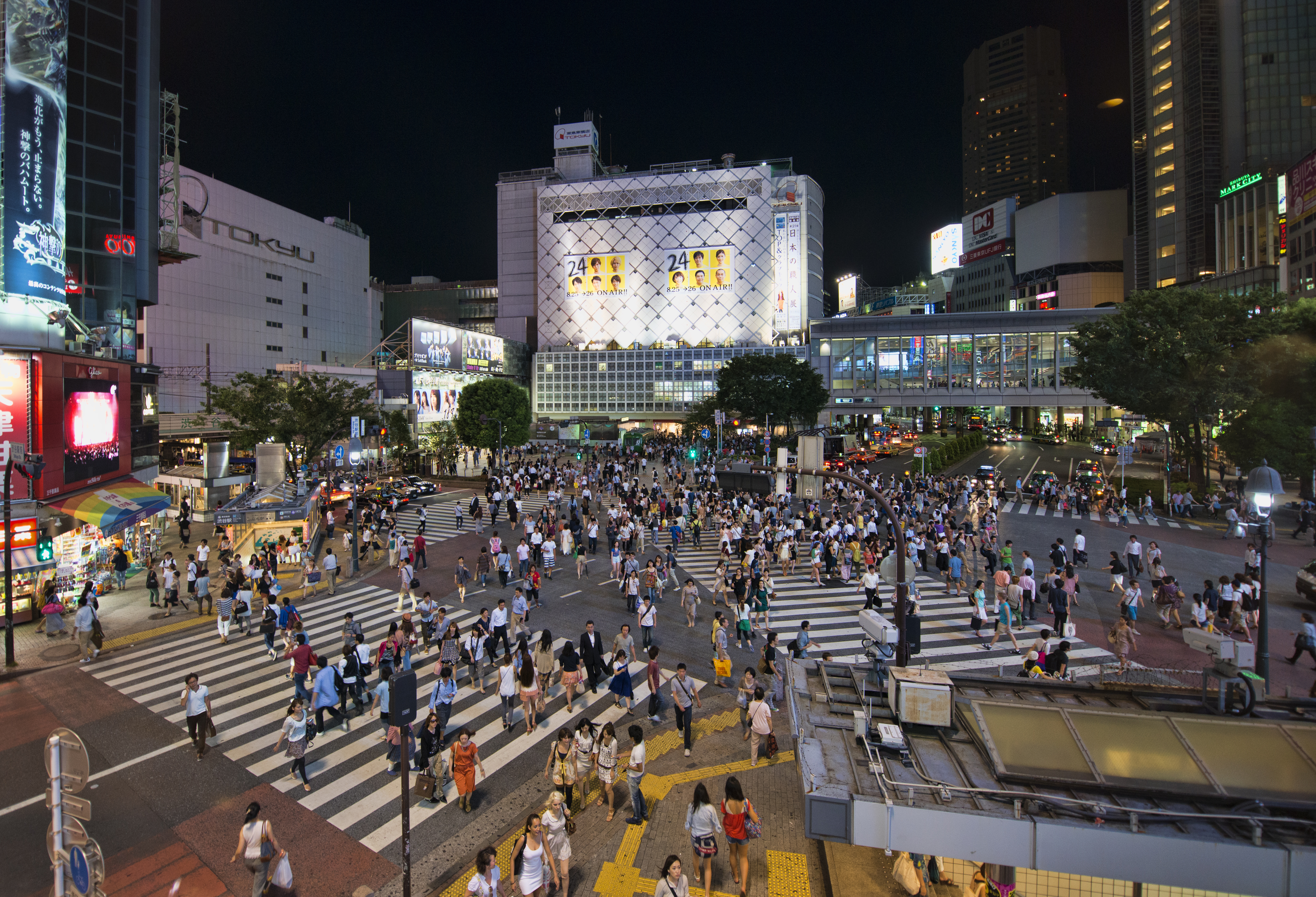
Alle-Gehen-Kreuzung in Shibuya

2018 waren von den rund 1,2 Mio. km im japanischen Straßengesetz (道路法, dōro-hō; schließt unter anderem Forst-, Landwirtschafts- und Fischereistraßen nicht ein) geregelten öffentlichen Straßen 84,1 % Gemeindestraßen, 10,6 % Präfekturstraßen, 4,5 % (gewöhnliche) Nationalstraßen und 0,7 % nationale Autobahnen.
Nach Zuständigkeit von Zentralregierung oder Gebietskörperschaften lassen sich die meisten öffentlichen Straßen in Japan in drei Gruppen einteilen:
- Nationalstraßen (国道 kokudō) zu denen im rechtlichen Sinne auch nationale Autobahnen (jur. kōsoku jidōsha kokudō) gehören, von denen die anderen Nationalstraßen als „gewöhnliche Nationalstraßen“ (ippan kokudō) unterschieden werden (im normalen Sprachgebrauch nennt man meist nur letztere kokudō),
- Präfekturstraßen (都道府県道 todōfukendō) und
- Gemeindestraßen ([区]市町村道 [ku]shichōsondō), zu denen rechtlich auch die Straßen der Bezirke Tokios (kudō) gehören, aber meist nennt man außerhalb eines rein Tokioter Kontexts alle Gemeindestraßen einschließlich der Straßen aller Bezirke, Städte und Dörfer Tokios nur shichōsondō (siehe auch Gemeinde (Japan)#Sammelbegriffe und Übersetzungen).

Auf Gemeindestraßen in Innenstädten gilt meist eine Höchstgeschwindigkeit von 40 km/h und in Seitenstraßen von 30 km/h. In der Präfektur Tokio beträgt die gesetzliche Höchstgeschwindigkeit 40 km/h für Gemeindestraßen, jedoch sind in den anderen Präfekturen Japans auf Gemeindestraßen bis 60 km/h möglich, da dort keine allgemeinen Höchstgeschwindigkeiten unterhalb der Präfekturstraßen erlassen wurden.
Die Tōkyō-wan-Aqua-Line ist eine Kombination eines Straßentunnels mit einer Brücke und mit 9,6 km der zweitlängste Unterseetunnel der Welt für Autoverkehr. Die Nationalstraße 409 führt über die Line.

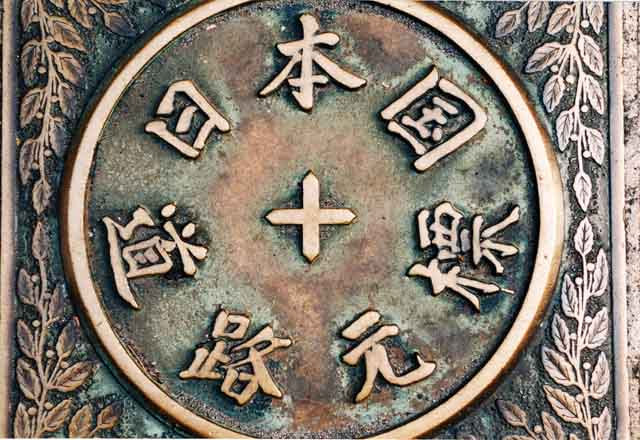
dōro genpyō auf der Nihonbashi in Tokio

Vor dem Zweiten Weltkrieg war gesetzlich vorgeschrieben, alle Entfernungen relativ zu einer „Straßenausgangsmarkierung“ (道路元標 dōro genpyō) an der Nihombashi in Chūō, Tokio als Fundamentalpunkt Japans anzugeben. Die Brücke ist bis heute der Ausgangspunkt mehrerer Nationalstraßen (1, 4, 6, 14, 15, 17, 20) und der Referenzpunkt für Entfernungsangaben nach Tokio.
Historische Straßen des alten Japan werden als Kaidō bezeichnet. Eine der wichtigsten historischen Handelsstraßen war der Tōkaidō.

#### Motorisierung
In den Großstädten der ist der öffentliche Verkehr (U-Bahn, S-Bahn und Bus) das wichtigste Transportmittel im Personenverkehr. Nur in den wenigen Gebieten, die per Bahn schlecht zu erreichen sind, spielen Überlandbusse eine wichtige Rolle.
Für die Kfz-Anmeldung außerhalb ländlicher Gebiete ist ein Parkplatznachweis (車庫証明, shakoshōmei) erforderlich. Der Motorisierungsgrad liegt bei 651 Kfz je 1000 Einwohner. 2020 waren in Japan 81,9 Mio. Kfz (davon 61,8 Mio. PKW) zugelassen. Kei-Cars sind die beliebteste Fahrzeugklasse. Es gibt drei japanische Kfz-Steuern.
Der japanische Automarkt war bis 1978 durch hohe Einfuhrzölle gegen ausländische Anbieter praktisch abgeschottet.
Heute gibt es keine Importsteuer für normale PKW mehr. Trotzdem hatten heimische Autohersteller 2014 zusammen einen Marktanteil von deutlich über 90 %. In Deutschland kommen heimische Hersteller auf ca. 60 %.
Der Verband der Automobilhersteller JAMA ist eine Selbstverpflichtung bezüglich Geschwindigkeitsbegrenzern eingegangen, durch die fast alle japanischen Autos seit Mitte/Ende der 1970er Jahre für den einheimischen Markt auf 180 km/h beschränkt sind und alle Kei-Cars auf 140 km/h. Zudem bestand ein Gentlemen’s Agreement über Motorbeschränkungen von 280 PS, wobei der damalige Vorsitzende der JAMA im Juli 2004 für ein Ende dieser Vereinbarung warb. Hintergrund dieser Selbstverpflichtungen der Autoindustrie war die Problematik der Verkehrssicherheit und zudem die mit den Bōsōzoku, deren Tuningszene und bewusste Provokation durch Verstöße gegen die Tempolimits und andere Regeln die staatlichen Stellen besorgte und so Druck auf die Autoindustrie ausgeübt wurde, etwas hiergegen zu unternehmen.
Die Automodelle Toyota Crown und Nissan Cedric werden häufig als Taxi verwendet. Die Sitze sind üblicherweise mit weißen Schonbezügen versehen. Taxifahrer tragen während der Fahrt weiße Handschuhe und eine Uniform. Tankstellen firmieren unter anderem unter den Namen Shell, Esso und Eneos.

#### Radverkehr

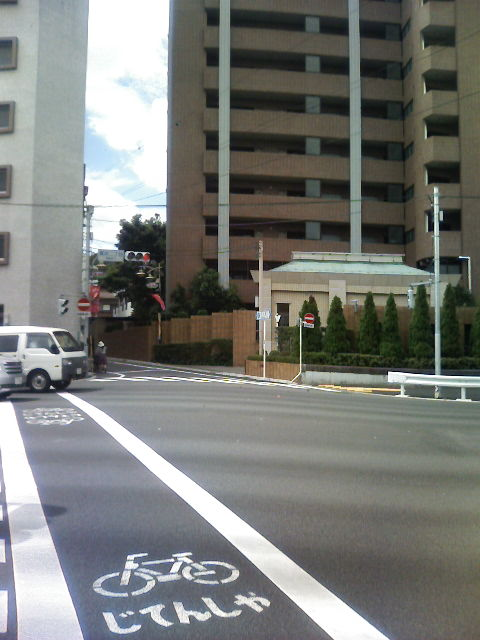
Radspur auf der Präfekturstraße 427 in Tokio

Fahrräder müssen in Japan vom Besitzer registriert werden und erhalten eine Nummer (kein Kennzeichen). Wild zu parken ist verboten. Sie dürfen nur an gekennzeichneten Flächen abgestellt werden und werden an wichtigen Straßen und nahe Kreuzungen „abgeschleppt“. Es wird hierfür eine Strafgebühr fällig. Wer wiederholt Strafen bezüglich des Radfahrens erhält (z. B. Missachtung roter Ampeln, Alkohol am Lenker), muss einen Sicherheitskurs belegen. Eine gut ausgebaute Radinfrastruktur existiert in der Regel nicht. Es werden aber vermehrt Spurmarkierungen für Radfahrer auf großen Straßen angebracht. Auf Gehwegen darf fahren, wer jünger als 13 oder älter als 70 Jahre ist oder unabhängig vom Alter an Stellen, wo es für Fahrradfahrer auf der Straße zu „gefährlich“ ist. Autofahrer müssen einen Sicherheitsabstand von einem Meter beim Überholen von Fahrradfahrern einhalten. In Japan gab es 2017 mit 72 Mio. Fahrrädern ebenso viele wie in Deutschland. Der Weltmarktführer für Schaltungen und Fahrradzubehör ist die japanische Firma Shimano. Shimano setzt insbesondere auf den Export ins Ausland. In Japan sind Billigräder aus der Volksrepublik China beliebt.
Bei Elektrofahrrädern gilt Japan als Pionierland. Die E-Unterstützung beträgt laut Standard bis 10 km/h maximal 1:2 und wird bei einer Geschwindigkeit über 10 km/h gleichmäßig heruntergefahren, bis sie bei 24 km/h ganz aufhört.
Wie in vielen anderen Regionen der Welt stieg durch die COVID-19-Pandemie 2020 der Radverkehr deutlich an.

### Schienenverkehr

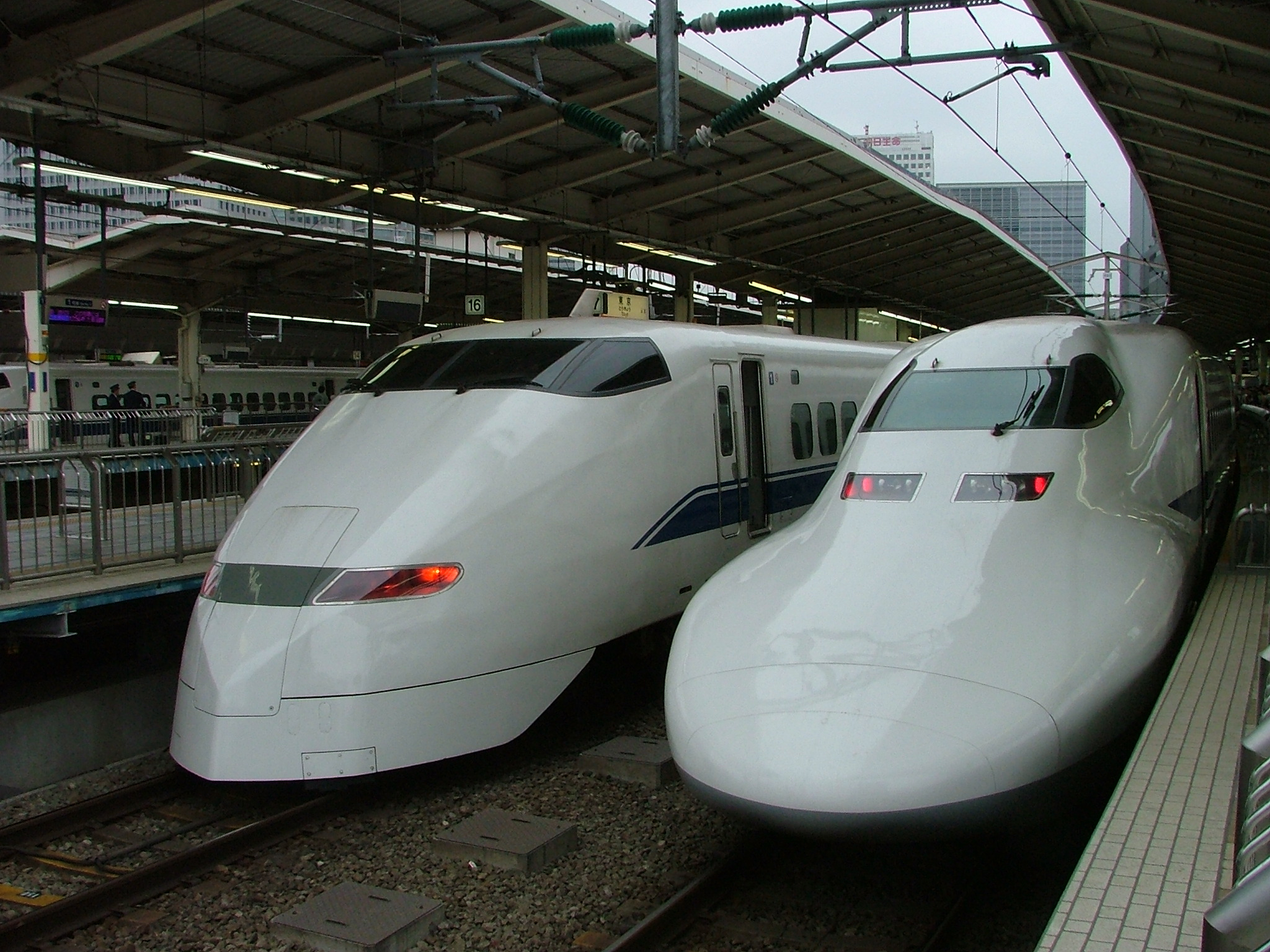
Shinkansen der Baureihe 300 (links) und 700 (rechts)

Japan verfügt über ein 27.311 km langes Schienennetz, das wegen seiner Insellage nicht mit dem Ausland verknüpft ist. Es gibt sieben Eisenbahngesellschaften, die unter Japan Railways zusammengefasst sind und knapp drei Viertel des Streckennetzes bedienen, jedoch regional eigenständig agieren. Der Rest wird von 16 großen privaten Unternehmen und zahlreichen kleineren lokalen Linien bedient. Vier der sieben JR-Gesellschaften betreiben das Shinkansen-Netz mit Hochgeschwindigkeitszügen. Seit 1964 ist Japan das Mutterland der modernen Hochgeschwindigkeitszug-Technologie. Das Shinkansen-Netz ist wegen unterschiedlicher Spurweiten vom übrigen Bahnnetz abgetrennt, in einigen Großstädten liegen die Shinkansen-Bahnhöfe peripher. Seit den 1980er Jahren wurden zahlreiche Bahnstrecken regionalisiert und sind heute als sogenannte Drittsektorbahnen bekannt.
In Japan existieren 11 U-Bahnen: U-Bahn Fukuoka, U-Bahn Kōbe, U-Bahn Kyōto, U-Bahn Nagoya, U-Bahn Osaka, U-Bahn Sapporo, U-Bahn Sendai, U-Bahn Tokio und U-Bahn Yokohama.
In Japan gibt es zahlreiche Einschienenbahnen, z. B. die Einschienenbahn Kitakyūshū, die Chiba Monorail, die Einschienenbahn Naha in der Präfektur Okinawa, die Osaka Monorail, die Shōnan Monorail (Kamakura), die Sky Rail genannte Einschienenbahn Hiroshima, die Einschienenbahn Tama Line, die Tōkyō Monorail und die Einschienenbahn Ueno-Zoo. Auch gibt es moderne spurgeführte Nahverkehrssysteme wie Astram oder Yurikamome.
Der Bahnhof Shinjuku gilt als weltweit größter Passagierbahnhof mit einem durchschnittlichen täglichen Fahrgastaufkommen von 3.466.398 Menschen (2005). Danach folgen die Bahnhöfe Ikebukuro (2.619.761 Fahrgäste pro Tag), Osaka/Umeda (2.230.252), Shibuya (2.136.011) und Yokohama (2.050.273).

## Luftfahrt

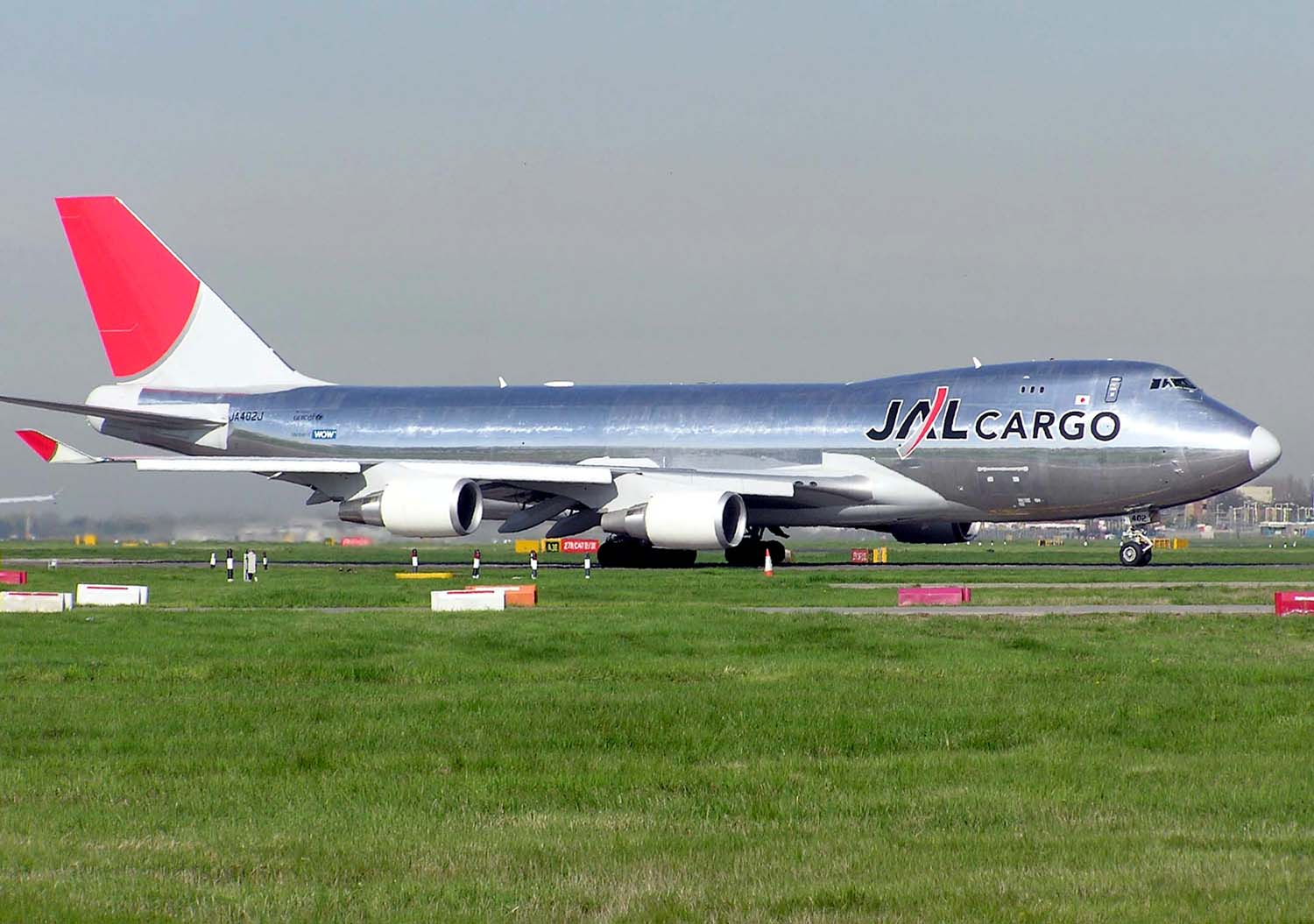
JAL CARGO Boeing 747-400F (JA 402J)

### Fluggesellschaften
Die zwei größten Fluggesellschaften in Japan sind All Nippon Airways (ANA) und Japan Airlines (JAL), die den gesamten internationalen Personenverkehr abwickeln. Des Weiteren gibt es eine Vielzahl von nationalen Fluggesellschaften sowie mehrere internationale Frachtfluggesellschaften wie die Nippon Cargo Airlines mit elf Frachtflugzeugen des Musters Boeing 747.

### Flughäfen

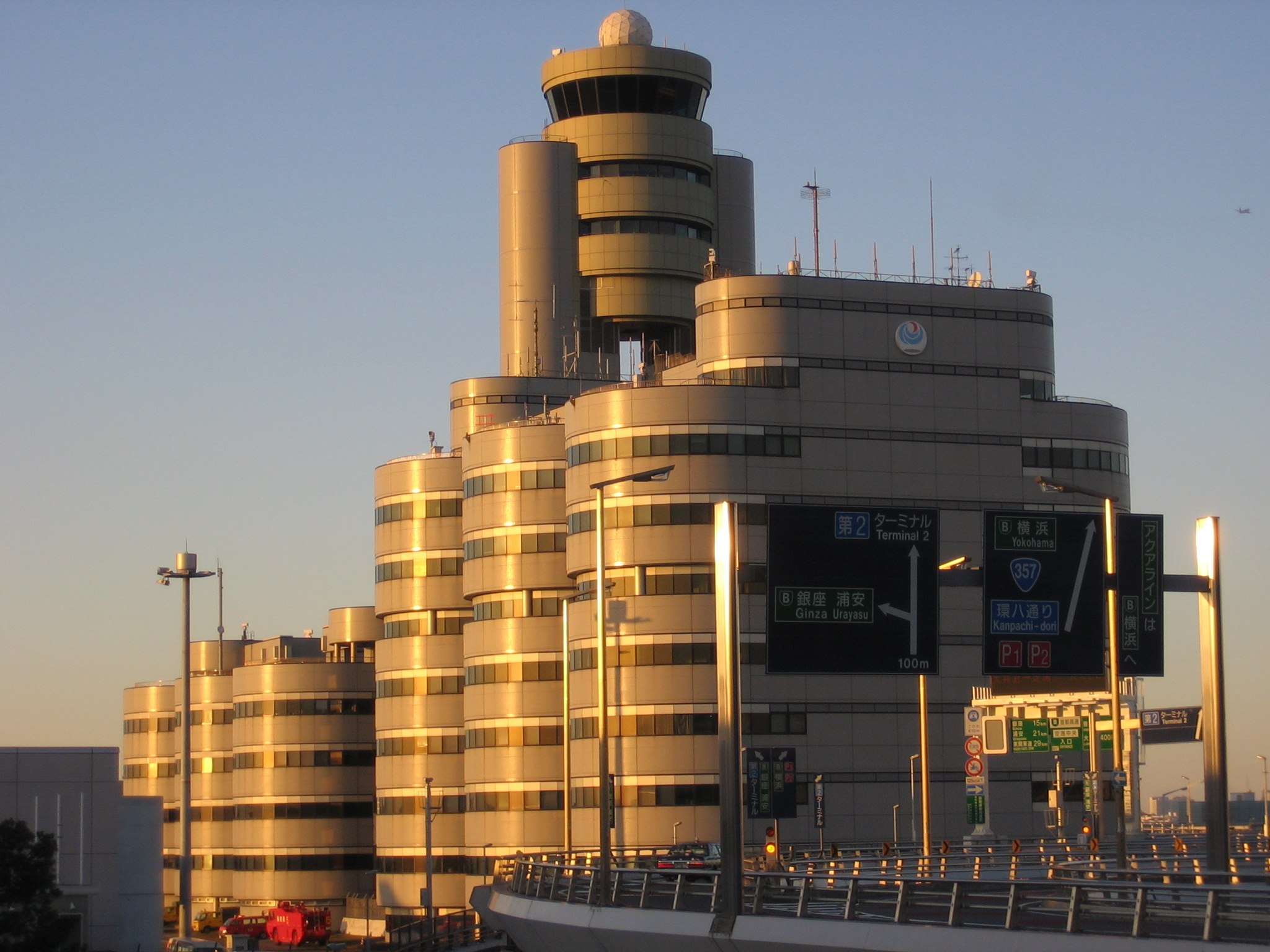
Tower des Flughafens Tokio-Haneda

Es gibt zahlreiche Großflughäfen sowie eine Vielzahl von Inlands- und Regionalflughäfen. Zu den großen internationalen Flughäfen gehören: Flughafen Osaka-Itami, Central Japan International Airport (Centrair), Narita International Airport (Tokio) und Flughafen Kansai. Der viertgrößte Flughafen der Welt ist der Flughafen Tokio-Haneda, der seit der Erweiterung im Jahre 2010 zunehmend auch internationale Flüge abwickelt. Auf Grund des Flächenmangels wurden für einige Flughäfen künstliche Inseln erschaffen.

## Schifffahrt
Die 22 größten Seehäfen werden vom Ministerium für Land, Infrastruktur, Verkehr und Tourismus Verkehr administriert; dies sind: Chiba, Fushiki/Toyama, Himeji, Hiroshima, Kawasaki, Kitakyushu, Kōbe, Kudamatsu, Muroran, Nagoya, Niigata, Osaka, Sakai/Senpoku, Sendai/Shiogama, Shimizu, Shimonoseki, Tokio, Tomakomai, Wakayama, Yokkaichi und Yokohama.
Zwischen den zahlreichen Inseln verkehren Fähren, bedeutende Fährverkehre sind Hokkaidō – Honshū sowie Okinawa Hontō – Kyūshū/Honshū.